# Dracea
Dracea è un comune della Romania di 1 869 abitanti, ubicato nel distretto di Teleorman, nella regione storica della Muntenia. 
Il comune è formato dall'unione di 3 villaggi: Dracea, Florica, Zlata.
Dracea è divenuto comune autonomo nel 2003, staccandosi dal comune di Crângu.